# Alacranes de Durango (béisbol)
Los Alacranes de Durango es un equipo que compite en la Liga Mayor de Béisbol de La Laguna y que participó en la Liga Mexicana de Béisbol; con sede en Durango, Durango, México.

## Historia

### Inicios
Los Alacranes de Durango nacen en el año de 1958, y  participaron en la Liga Central Mexicana de Beisbol en 1965 -1967; 1973-1974  y como Algodoneros de Durango en 1972. También participaron en la Liga Mexicana de Béisbol de la temporada 1976 hasta 1979.

### Actualidad
En la actualidad los Alacranes (conocidos como los Alacranes de Béisbol en Durango, debido a que también existen un equipo de fútbol con ese mismo nombre); participan en la Liga Mayor de Béisbol de La Laguna, en donde en la última temporada 2010-2011 llegaron hasta las Semifinales, a pesar de los problemas económicos y de indisciplina por parte de sus jugadores.
Se había anunciado que para 2011 jugarían en La Liga Estatal de Chihuahua, sin embargo la directiva de la liga se negó a aceptar al equipo alegando que el principal obstáculo que ve para el conjunto arácnido es el alumbrado del estadio.
En 2012 después de iniciada la temporada "Ing. Isidro Martínez García" el equipo se volvió filial de los Diablos Rojos del México, sin embargo todavía son reconocidos como los Alacranes de Durango. En 2014 no tuvieron participación en la Liga Mayor de Béisbol de La Laguna por problemas administrativos que tuvieron con el gobierno del estado de Durango.

## Estadio
Los Alacranes tuvieron como casa el Estadio Francisco Villa con capacidad para 4,983 espectadores.

## Jugadores

### Roster actual
| Lanzadores: - Israel Lomelí - Julio Aquino - Manuel Moreno - Marco Barrandey - Irving Dueñez - Lucio Pérez - César Díaz Receptores: - Miguel Medina |  | Infielders: - José Luis Madera - Hernán Cruz - Jesús Luna - Raymundo Martínez - Antonio Rodríguez - Javier Ruiz - Fernando Medina - Adrián Ledezma - Antonio Leal Outfielders: - Carlos Soriano - Alberto Almazán - Julio Muñoz - Manuel Escobedo - Adolfo Hernández Jr. - Eduardo Burciaga - Julio Moreno - Luis Palacios Cuerpo técnico: - Mánager: Víctor Ledezma - Coach: Juan Macías - Coach: César Díaz |

### Jugadores destacados
- Ramón Hernández. "El Abulón".
- José Torres. "Pocho".
- Iván Gamero.
- Rodolfo Herrera. "El Conejo".
- Maximino León.

### Números retirados
Ninguno.

### Novatos del año
Miguel Medina Jr. (2016-2017)

### Campeones Individuales LMB

#### Campeones Bateadores
| Año | Nombre  | Porcentaje |
| --- | ------- | ---------- |
| NA  | Ninguno | NA         |

#### Campeones Productores
| Año  | Nombre         | Producidas |
| ---- | -------------- | ---------- |
| 1977 | Reggie Sanders | 112        |
| 1979 | Earl Williams  | 112        |

#### Campeones Jonroneros
| Año | Nombre  | Jonrones |
| --- | ------- | -------- |
| NA  | Ninguno | NA       |

#### Campeones de Bases Robadas
| Año | Nombre  | Bases |
| --- | ------- | ----- |
| NA  | Ninguno | NA    |

#### Campeones de Juegos Ganados
| Año | Nombre  | Récord |
| --- | ------- | ------ |
| NA  | Ninguno | NA     |

#### Campeones de Efectividad
| Año | Nombre  | Porcentaje |
| --- | ------- | ---------- |
| NA  | Ninguno | NA         |

#### Campeones de Ponches
| Año | Nombre  | Ponches |
| --- | ------- | ------- |
| NA  | Ninguno | NA      |

#### Campeones de Juegos Salvados
| Año  | Nombre        | Juegos |
| ---- | ------------- | ------ |
| 1978 | Wayne Granger | 21     |